# 岛屿专区
島嶼专区（希臘語：Περιφερειακή ενότητα Νήσων），是希臘阿提卡大區的一个专區。島嶼专區包括萨罗尼科斯群岛、伯罗奔尼撒半岛的一小部分，以及伯罗奔尼撒东部海岸前的一些岛屿。专区首府为萨拉米斯。专区面积为897.6平方公里，2021年人口数量为70,005人。

## 行政
岛屿专区设立于2011年的政府改革中。原比雷埃夫斯州分拆为岛屿专区和比雷埃夫斯专区。岛屿专区划分為8個市镇：
1. 埃伊纳
2. 安吉斯特里
3. 伊茲拉
4. 基西拉
5. 波罗斯
6. 萨拉米斯
7. 斯派采
8. 特里津-迈萨纳